# 卡伦·奈斯特龙
卡伦·奈斯特龙（英語：Karen Nystrom，1969年6月17日—），加拿大女子冰球运动员，场上位置是前锋。她曾代表加拿大国家队参加1998年冬季奥林匹克运动会冰球比赛，获得一枚银牌。